# Mascharka
Mascharka (ukrainisch und russisch Мажарка) ist ein Dorf im Südwesten der ukrainischen Oblast Charkiw mit etwa 800 Einwohnern (2001).
Das 1859 gegründete Dorf liegt auf einer Höhe von 144 m an der Quelle der Moscharka (Можарка), einem 36 km langen Nebenfluss des Oril, 22 km südwestlich vom ehemaligen Rajonzentrum Kehytschiwka und 125 km südwestlich vom Oblastzentrum Charkiw.
Durch das Dorf verläuft die Territorialstraße T–21–20.
Am 12. Juni 2020 wurde das Dorf ein Teil der neugegründeten Siedlungsgemeinde Kehytschiwka, bis dahin bildete es die gleichnamige Landratsgemeinde Mascharka (Мажарська сільська рада/Mascharska silska rada) im Südwesten des Rajons Kehytschiwka.
Am 17. Juli 2020 kam es im Zuge einer großen Rajonsreform zum Anschluss des Rajonsgebietes an den Rajon Krasnohrad.